# Ženská pomsta
Ženská pomsta je česko-slovenský komediální film Dušana Rapoše z roku 2020. Hlavní role ztvárnili Mahulena Bočanová, Robert Jašków, Eva Vejmělková, Miroslav Etzler, Jana Paulová a Petr Rychlý. Film pojednává o mužské nevěře a následně o ženské pomstě.

## Obsazení
| Mahulena Bočanová   | novinářka Mona              |
| Eva Vejmělková      | právnička Sandra            |
| Jana Paulová        | tlumočnice Karla            |
| Robert Jašków       | akční herec René            |
| Miroslav Etzler     | ředitel firmy Adam          |
| Petr Rychlý         | politik Karel               |
| Jakub Kohák         | psychoterapeut Petr Wágner  |
| Jiří Ployhar        | kněz                        |
| Dana Morávková      | šéfredaktorka               |
| Pavel Zedníček      | urolog                      |
| Helena Vondráčková  | sestra na urologii          |
| Halina Mlynková     | doktorka Helga              |
| Michal Kavalčík     | hasič                       |
| Albert Čuba         | divadelní režisér           |
| Vladimír Polák      | filmový režisér             |
| Jiří Sedláček       | soused Sandry               |
| Adam Mišík          | policista 1                 |
| Jiří Kohout         | policista 2                 |
| Tomáš Kraus         | majitel autovrakoviště Luky |
| Lada Bělašková      | novinářka                   |
| Jan Fišar           | novinář                     |
| Michal Sedláček     | reklamní režisér            |
| Kateřina McIntosh   | dcera Adama a Sandry        |
| Nshan Avetisjan     | řidič Karla                 |
| Dominika Myslivcová | sexy barmanka               |
| Gabriela Goldová    | kadeřnice                   |
| Martina Jandová     | zákaznice u kadeřnice       |
| Helena Hamplová     | manželka kněze              |
| Břetislav Uhlář     | novinář                     |
| Zdeněk Pavlíček     | klaun                       |
| Tereza Pufferová    | milenka Reného              |
| Zuzana Žáková       | sestřička na psychiatrii    |
| Libor Pyško         | zřízenec na psychiatrii     |
| Martin Mahdal       | divadelní kritik            |